# Nae gohyang
Nae gohyang (hangŭl: 내 고향) è un film di guerra del 1949 diretto da Kang Hong-sik, primo film in assoluto ad essere prodotto nella appena indipendente Corea del Nord. Il film ritrae la liberazione della Corea dal dominio coloniale giapponese nel 1945.

## Produzione
Kim Il-sung, leader del Partito Comunista di Corea durante la guerra per la liberazione della Corea dal colonialismo giapponese, era convinto che il cinema dovesse essere un punto cardine della guida ideologica del suo Paese appena liberato, e accettò avidamente i fondi e i tecnici sovietici per l'impostazione del National Film Production Centre. La prima produzione fu appunto Nae gohyang. Il film è stato girato in 10 pellicole standard da 35 mm in bianco e nero. La sua durata è di 101 minuti.

## Trama
Il film inizia con un'inquadratura sul Monte Paektu, il vulcano innevato considerato monte sacro che ha dato origine alla razza coreana. In realtà, fu utilizzato un modello in scala del vulcano. La storia parla di Gwan Pil, un contadino povero privato della sua terra da un malvagio proprietario terriero e imprigionato in una prigione giapponese. Qui incontra un agente dell'Esercito Rivoluzionario Popolare di Corea di Kim Il-sung. I due organizzano una rivolta e scappano di prigione per unirsi alle guerriglie del popolo coreano. L'esercito di Kim libera il villaggio di Gwan Pil, che guida la lotta per poter creare una nuova società all'interno del villaggio. All'interno del film non viene mai menzionata la sconfitta del Giappone da parte degli Stati Uniti d'America, e nemmeno l'invasione da parte dell'Unione Sovietica, ma piuttosto viene mostrata la liberazione della Corea come lavoro di squadra, senza aiuti esterni, da parte dei soldati delle guerriglie di Kim Il-sung.

## Propaganda
Fonti nord coreane raccontano che il figlio di Kim Il-sung, Kim Jong-il, futuro leader del paese, abbia partecipato ad un'anteprima del film. Pur avendo solo sette anni, si racconta che abbia criticato il regista evidenziando che, pur essendoci la neve che cadeva, non c'era traccia di essa sulla testa o sulle spalle dei personaggi, e che la neve fosse chiaramente cotone, e non vera neve.